# Práxedes Mateo Sagasta
Práxedes Mateo Sagasta y Escolar (Torrecilla en Cameros, 21 juillet 1825 - Madrid, 5 janvier 1903) est un homme d'État espagnol, sept fois président du Conseil des Ministres entre 1871 et 1902.
Renommé pour ses dons rhétoriques, il fut le fondateur et le membre le plus prééminent du Parti libéral.

## Biographie
Membre du parti progressiste durant ses études d'ingénieurs, il fut le seul de sa promotion à refuser de signer un manifeste en faveur d'Isabelle II en 1848. Après avoir terminé ses études, il devint rapidement un acteur important de la vie politique du pays.
Sagasta fut membre des Cortès entre 1854 et 1857 puis entre 1858 et 1863. En 1866, après un coup d'État manqué, il s'exila en France. Il ne revint en Espagne qu'en 1868, où il intégra le gouvernement provisoire qui assuma le pouvoir après la révolution de 1868.
Très actif dans la franc-maçonnerie, il fut grand maître du Grand Orient d'Espagne entre 1876 et 1881.
Sagasta présidait le gouvernement durant la Guerre hispano-américaine de 1898, qui entraîna la perte des dernières colonies du pays : Cuba, Porto Rico et les Philippines ; il fut exagérément rendu coupable de cette défaite.